# Kaktusuggla
Kaktusuggla (Micrathene whitneyi) är världens minsta uggla som förekommer från sydvästra USA till centrala Mexiko.

## Utseende och läten
Kaktusugglan är med kroppslängden 13–14 cm världens minsta uggla. Den urskiljer sig lätt från andra ugglor i sitt utbredningsområde på enbart storleken. I formen har den breda ungar och kort stjärt. Den är grå- och brunspräcklig med breda suddiga strimmor undertill och tydliga vita ögonbryn. Sången består av en serie med gnissliga visslingar, "pe pe pe pi pi pi pi pe pe pa". Även vassa skällande "peew" hörs.

## Utbredning och systematik
Kaktusuggla placeras som enda art i släktet Micrathene. Den delas in i fyra underarter med följande utbredning:
- Micrathene whitneyi whitneyi – förekommer i torra sydvästra USA och närliggande nordvästra Mexiko (Sonora)
- Micrathene whitneyi idonea – förekommer från södra Texas (lägre Rio Grande-dalen) till centrala Mexiko
- Micrathene whitneyi sanfordi – förekommer i södra Baja California
- Micrathene whitneyi graysoni – utdöd, förekom tidigare på Socorroön (Revillagigedoöarna utanför västra Mexiko)

## Levnadssätt
Kaktusugglan hittas i öppet och torrt skogslandskap och buskmarker. Den födosöker nattetid, huvudsakligen efter insekter. Fågeln häckar i maj–juni i USA, i Mexiko mellan mars och augusti. Nordliga populationer är flyttfåglar som lämnar häckningsområdena i mitten av oktober.

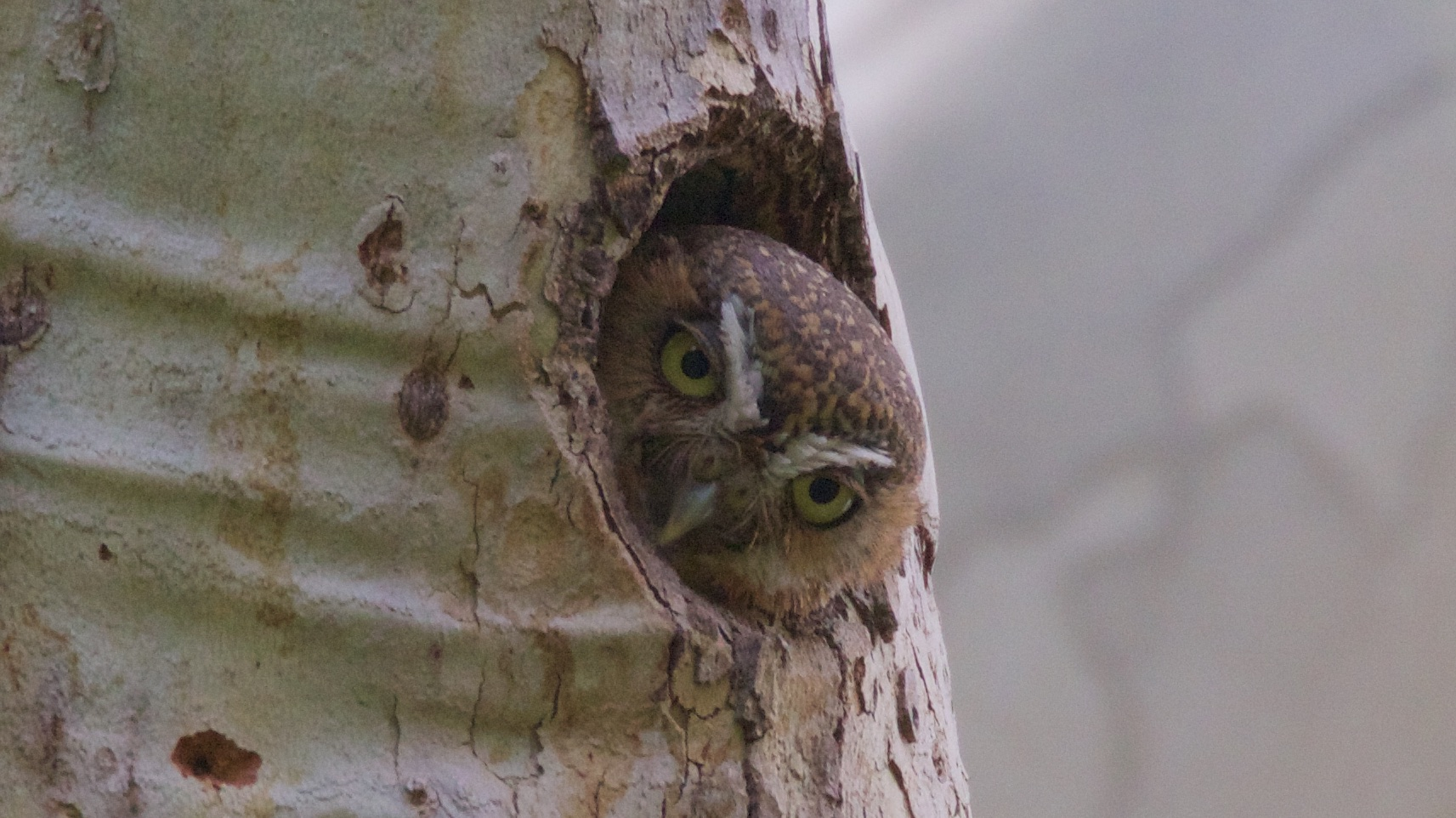
Kaktusugglan häckar i gamla hackspettshål, gärna i saguarokaktusar som här.

## Status och hot
Arten har ett stort utbredningsområde och en stor population, men tros minska i antal, dock inte tillräckligt kraftigt för att den ska betraktas som hotad. Den Internationella naturvårdsunionen (IUCN) kategoriserar därför arten som livskraftig (LC).

## Namn
Fågelns vetenskapliga artnamn hedrar Josiah Dwight Whitney (1819-1896), amerikansk geolog och upptäcktsresande.

## Bildgalleri

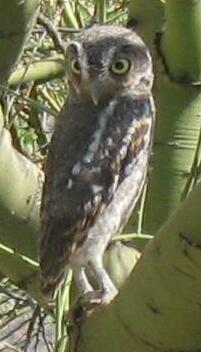
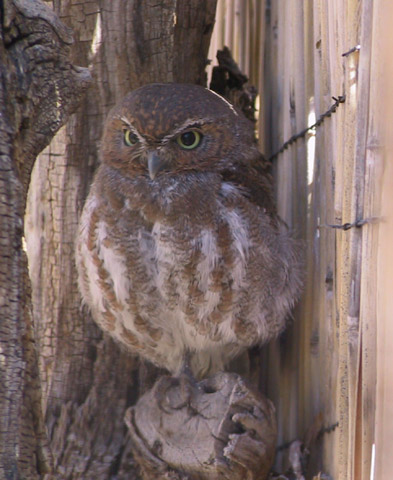